# Alex Van Linden
Alexandre „Alex“ Van Linden (* 5. Mai 1952 in Wilrijk) ist ein ehemaliger belgischer Radrennfahrer und nationaler Meister im Radsport.

## Sportliche Laufbahn
Van Linden war Bahnradfahrer. Er war Teilnehmer der Olympischen Sommerspiele 1972 in München. Dort bestritt er mit dem Vierer die Mannschaftsverfolgung. Das belgische Team mit Léon Daelemans, Roger De Beukelaer, Alex Van Linden und Wilfried Wesemael schied in der Qualifikationsrunde aus.
1973 gewann Van Linden als Amateur mit Walter Huybrechts, Léon Daelemans und Herman Van Gansen die nationale Meisterschaft in der Mannschaftsverfolgung.
Auf der Straße siegte er 1973 in der Amateurausgabe des Eintagesrennens Gent–Wevelgem vor Gerrie Knetemann. 1974 wurde er Berufsfahrer im Radsportteam Ijsboerke-Colnago und blieb bis 1981 aktiv. Sein bedeutendster Erfolg war der Sieg im Grand Prix Stad Antwerpen.
In der Tour de France 1979 wurde Van Linden 88., 1977 schied er aus. Im Giro d’Italia wurde er 1975 69., 1976 74., 1977 112. und 1979 92. des Endklassements. In den Rennen der Monumente des Radsports war der 25. Platz in der Flandern-Rundfahrt 1976 sein bestes Resultat.

## Familiäres
Er ist der Bruder des ehemaligen Radprofis Rik Van Linden.